# Llista d'espècies d'erèsids
Aquesta és la llista d'espècies de erèsids, una família d'aranyes araneomorfes descrita per primera vegada per Carl Ludwig Koch l'any 1845 com apareix citat per Berendt. Conté la informació recollida fins al 29 de novembre de 2006 i hi ha citats 10 gèneres i 102 espècies; d'elles, 24 pertanyen al gènere Dresserus i 21 a Stegodyphus. Es troben per tot Europa, Àfrica, una gran part d'Àsia i una zona del Brasil.

## Gèneres i espècies

### Adonea
Adonea Simon, 1873
- Adonea fimbriata Simon, 1873 (Mediterrani)

### Dorceus
Dorceus C. L. Koch, 1846
- Dorceus albolunulatus (Simon, 1876) (Algèria)
- Dorceus fastuosus C. L. Koch, 1846 (Senegal, Tunísia)
- Dorceus latifrons Simon, 1873 (Algèria, Tunísia)
- Dorceus quadrispilotus Simon, 1908 (Egipte)
- Dorceus trianguliceps Simon, 1910 (Tunísia)

### Dresserus
Dresserus Simon, 1876
- Dresserus aethiopicus Simon, 1909 (Etiòpia)
- Dresserus angusticeps Purcell, 1904 (Sud-àfrica)
- Dresserus armatus Pocock, 1901 (Uganda)
- Dresserus bilineatus Tullgren, 1910 (Àfrica Oriental)
- Dresserus collinus Pocock, 1900 (Sud-àfrica)
- Dresserus colsoni Tucker, 1920 (Sud-àfrica)
- Dresserus darlingi Pocock, 1900 (Sud-àfrica)
- Dresserus elongatus Tullgren, 1910 (Àfrica Oriental)
- Dresserus fontensis Lawrence, 1928 (Namíbia)
- Dresserus fuscus Simon, 1876 (Àfrica Oriental, Zanzíbar)
- Dresserus kannemeyeri Tucker, 1920 (Sud-àfrica)
- Dresserus laticeps Purcell, 1904 (Sud-àfrica)
- Dresserus murinus Lawrence, 1927 (Namíbia)
- Dresserus namaquensis Purcell, 1908 (Sud-àfrica)
- Dresserus nasivulvus Strand, 1907 (Àfrica Oriental)
- Dresserus nigellus Tucker, 1920 (Sud-àfrica)
- Dresserus obscurus Pocock, 1898 (Sud-àfrica)
- Dresserus olivaceus Pocock, 1900 (Sud-àfrica)
- Dresserus rostratus Purcell, 1908 (Sud-àfrica)
- Dresserus schreineri Tucker, 1920 (Sud-àfrica)
- Dresserus schultzei Purcell, 1908 (Sud-àfrica)
- Dresserus sericatus Tucker, 1920 (Sud-àfrica)
- Dresserus subarmatus Tullgren, 1910 (Àfrica Oriental, Botswana)
- Dresserus tripartitus Lawrence, 1938 (Sud-àfrica)

### Eresus
Eresus Walckenaer, 1805
- Eresus albopictus Simon, 1873 (Marroc, Algèria)
- Eresus algericus El-Hennawy, 2004 (Algèria)
- Eresus cinnaberinus (Olivier, 1789) (Paleàrtic)
  - Eresus cinnaberinus bifasciatus Ermolajev, 1937 (Rússia)
  - Eresus cinnaberinus frontalis Latreille, 1819 (Espanya)
  - Eresus cinnaberinus ignicomus Simon, 1914 (Còrsega)
  - Eresus cinnaberinus illustris C. L. Koch, 1837 (Hongria)
  - Eresus cinnaberinus latefasciatus Simon, 1910 (Algèria)
  - Eresus cinnaberinus tricolor Simon, 1873 (Còrsega)
- Eresus crassitibialis Wunderlich, 1987 (Illes Canàries)
- Eresus daliensis Yang & Hu, 2002 (Xina)
- Eresus granosus Simon, 1895 (Rússia, Xina)
- Eresus jerbae El-Hennawy, 2005 (Algèria, Tunísia)
- Eresus lavrosiae Mcheidze, 1997 (Geòrgia)
- Eresus pharaonis Walckenaer, 1837 (Egipte)
- Eresus robustus Franganillo, 1918 (Espanya)
- Eresus rotundiceps Simon, 1873 (Ucraïna, Turkmenistan)
- Eresus ruficapillus C. L. Koch, 1846 (Sicília, Croàcia)
- Eresus sandaliatus (Martini & Goeze, 1778) (Europa)
- Eresus sedilloti Simon, 1881 (Portugal, Espanya)
- Eresus semicanus Simon, 1908 (Egipte)
- Eresus solitarius Simon, 1873 (Mediterrani)
- Eresus walckenaeri Brullé, 1832 (Mediterrani)
  - Eresus walckenaeri moerens C. L. Koch, 1846 (Afganistan)

### Gandanameno
Gandanameno Lehtinen, 1967
- Gandanameno eXinata (Purcell, 1908) (Sud-àfrica)
- Gandanameno fumosa (C. L. Koch, 1837) (Sud-àfrica)
- Gandanameno inornata (Pocock, 1898) (Àfrica Oriental)
- Gandanameno purcelli (Tucker, 1920) (Sud-àfrica)
- Gandanameno spenceri (Pocock, 1900) (Sud-àfrica)

### Paradonea
Paradonea Lawrence, 1968
- Paradonea parva (Tucker, 1920) (Sud-àfrica)
- Paradonea splendens (Lawrence, 1936) (Botswana)
- Paradonea striatipes Lawrence, 1968 (Namíbia)
- Paradonea variegata (Purcell, 1904) (Sud-àfrica)

### Penestomus
Penestomus Simon, 1902
- Penestomus croeseri Dippenaar-Schoeman, 1989 (Sud-àfrica)
- Penestomus planus Simon, 1902 (Sud-àfrica)

### Seothyra
Seothyra Purcell, 1903
- Seothyra annettae Dippenaar-Schoeman, 1991 (Namíbia)
- Seothyra barnardi Dippenaar-Schoeman, 1991 (Botswana)
- Seothyra dorstlandica Dippenaar-Schoeman, 1991 (Namíbia)
- Seothyra fasciata Purcell, 1904 (Namíbia, Botswana, Sud-àfrica)
- Seothyra griffinae Dippenaar-Schoeman, 1991 (Namíbia)
- Seothyra henscheli Dippenaar-Schoeman, 1991 (Namíbia)
- Seothyra longipedata Dippenaar-Schoeman, 1991 (Namíbia, Sud-àfrica)
- Seothyra louwi Dippenaar-Schoeman, 1991 (Namíbia)
- Seothyra neseri Dippenaar-Schoeman, 1991 (Namíbia)
- Seothyra perelegans Simon, 1906 (Sud-àfrica)
- Seothyra roshensis Dippenaar-Schoeman, 1991 (Namíbia)
- Seothyra schreineri Purcell, 1903 (Namíbia, Sud-àfrica)
- Seothyra semicoccinea Simon, 1906 (Sud-àfrica)

### Stegodyphus
Stegodyphus Simon, 1873
- Stegodyphus Àfricanus (Blackwall, 1866) (Àfrica)
- Stegodyphus annulipes (Lucas, 1856) (Brasil)
- Stegodyphus bicolor (O. P.-Cambridge, 1869) (Àfrica Meridional)
- Stegodyphus dufouri (Audouin, 1826) (North, Àfrica Occidental)
- Stegodyphus dumicola Pocock, 1898 (Central, Sud-àfrica)
- Stegodyphus hildebrandti (Karsch, 1878) (Àfrica Central i Oriental, Zanzíbar)
- Stegodyphus hisarensis Arora & Monga, 1992 (Índia)
- Stegodyphus lineatus (Latreille, 1817) (Europa fins a Tajikistan)
- Stegodyphus lineifrons Pocock, 1898 (Àfrica Oriental)
- Stegodyphus manaus Kraus & Kraus, 1992 (Brasil)
- Stegodyphus manicatus Simon, 1876 (North, Àfrica Occidental)
- Stegodyphus mimosarum Pavesi, 1883 (Àfrica, Madagascar)
- Stegodyphus mirandus Pocock, 1899 (Índia)
- Stegodyphus nathistmus Kraus & Kraus, 1989 (Marroc fins a Aden)
- Stegodyphus pacificus Pocock, 1900 (Jordània, Iran, Pakistan, Índia)
- Stegodyphus sabulosus Tullgren, 1910 (Est, Àfrica Meridional)
- Stegodyphus sarasinorum Karsch, 1891 (Índia, Sri Lanka, Nepal)
- Stegodyphus simplicifrons Simon, 1906 (Madagascar)
- Stegodyphus tentoriicola Purcell, 1904 (Sud-àfrica)
- Stegodyphus tibialis (O. P.-Cambridge, 1869) (Índia, Myanmar, Tailàndia)
- Stegodyphus tingelin Kraus & Kraus, 1989 (Camerun)

### Wajane
Wajane Lehtinen, 1967
- Wajane armata Lehtinen, 1967 (Sud-àfrica)
- Wajane stilleri Dippenaar-Schoeman, 1989 (Sud-àfrica)